# Organy bolszewickiego kierownictwa wojskowego i polityczno-wojskowego podczas wojny domowej w Rosji
Organy bolszewickiego kierownictwa wojskowego i polityczno-wojskowego podczas wojny domowej w Rosji (w nawiasach daty powstania poszczególnych organów).

## Kierownictwo wojskowe
- Komitet do spraw Wojskowych i Morskich (1917)
- Kolegium Ludowych Komisarzy Spraw Wojskowych (1917)
  - Rewolucyjny Sztab Polowy do Walki z Kontrrewolucją (1917)
- Ogólnorosyjskie Kolegium do spraw Formowania Armii Czerwonej (1918)
- Najwyższa Rada Wojskowa (1918)
  - Centralny Komitet Armii Czynnych i Frontów (1918)
- Rewolucyjna Rada Wojskowa Republiki (1918)
- Robotniczo-Chłopska Rada Obrony (1918)

## Kierownictwo polityczno-wojskowe
- Oddział Organizacyjno-Agitacyjny przy Ogólnorosyjskim Kolegium do spraw Formowania Armii Czerwonej (1918)
- Ogólnorosyjskie Biuro Komisarzy Wojskowych (1918)
- Zarząd Polityczny Rewolucyjnej Rady Wojennej Republiki (1919)